# 杜弢
杜弢（3世紀—315年），字景文，蜀郡成都（今四川成都）人。祖父杜禎是有名蜀土的人，因而杜弢在蜀地亦有名望。杜弢起初任地方官員，在西晉末年在湘州被當地流民推舉為變民首領叛亂。後來王敦派陶侃和周訪領兵討伐，頗見成效，令杜弢曾一度投降，但不久則因仍受晉軍進攻而再次起兵叛亂，但以失敗告終。

## 生平
杜弢以才學著稱，獲州府舉為秀才。建始元年（301年），益州流民李特叛亂，杜弢於是逃到南平（湖北省公安县）避亂，及後得南平太守應詹器重，委以醴陵縣令一職。

### 起兵叛亂
因李特子李雄在其父死後仍一直在益州反抗朝廷，戰亂不息，當地居民大量流亡至荆、湘地区，飽受當地人民迫害，心懷怨恨。永嘉五年（311年），蜀民李驤殺害縣令，屯據樂鄉，應詹與杜弢即出兵討平。不久蜀民杜疇和蹇撫又在湘州叛亂，湘州刺史荀眺欲盡殺巴蜀流民，令沒參與叛亂的益州流民汝班等十分恐懼，反而投靠杜弢等。當時杜弢在湘州，又在益州有高名望，荊、湘流民於是擁杜弢為主，杜弢自稱梁、益二州牧，平難將軍，領湘州刺史。杜弢及後攻湘州治所長沙郡，荀眺弃城逃奔广州，被擒获；杜弢又派人攻破零陵、桂陽等郡，攻侵掠武昌，大殺官吏。杜弢又先後擊敗始興太守嚴佐和荆州刺史王澄所派的王機，於是縱容兵眾肆意破壞，又偽降於征南將軍山簡，並獲山簡任命為廣漢太守。

### 歸降朝廷
琅琊王司马睿不久派遣左將軍王敦與武昌太守陶侃出兵鎮壓。建興元年（313年）八月，杜弢兵圍新任荊州刺史周顗於潯水城（今湖北黃梅縣西南），陶侃派遣明威将军朱伺救援，杜弢退保泠口（今湖北蕲春县西南蕲州镇东南）；杜弢及後領兵進攻武昌，陶侃亦預測杜弢會進軍武昌，於是快速趕回武昌，並在杜弢到來時派朱伺迎擊，杜弢大敗並撤至长沙。建興三年（315年），陶侃協同甘卓進擊杜弢，前後數十戰，杜弢屢敗，伤亡甚大，不得已請降於丞相司馬睿。司馬睿最初不答應，杜弢寫信給昔日器重自己的南平太守應詹，自言昔日與應詹「共討樂鄉，本同休戚。後在湘中，懼死求生，遂相結聚。倘以舊交之情，為明枉直，使得輸誠盟府，廁列義徒，或北清中原，或西取李雄，以贖前愆，雖死之日，猶生之年也！」於是應詹把杜弢的信，转呈给司马睿，並為杜弢和流民請願說情，請求安撫接納他們，安定江、湘兩州人民。司馬睿遂派前南海（今廣東省廣州市）太守王運，前往接受杜弢投降，並赦免所有人謀反之罪，更以杜弢為巴東（重庆市奉节县东）監軍。

### 再叛與覆亡
杜弢受降後，晉軍仍然對杜弢進行猛烈的攻擊，杜弢不勝憤怒，於建興三年二月殺死王運，再起兵叛变。杜弢派杜弘、張彥襲殺臨川（江西省撫州市）内史谢摛，並陷豫章郡（江西省南昌市）。又派王真率精兵三千，攻向武陵江，截斷晉軍運輸要道，並誘當地五谿夷叛變，又進攻武昌。但一個月後杜弘和張彥就被周訪擊破，张彦被斬殺，杜弘奔临贺（今广西贺县东南贺街）；而王真則被陶侃部將鄭攀及陶延在巴陵突襲，王真損失慘重，退守湘城。杜弢見所派部隊都被晉軍擊敗，懷疑先前背叛陶侃來降的張奕，並將他殺死，但此舉更令群眾害怕，很多人都投降晉軍。敗於晉軍後退守湘城的王真向陶侃軍挑戰，陶侃勸王真投降，王真原本態度傲慢，但經陶侃勸說，有所動容；陶侃於是再勸說，並割髮為信，最終令王真投降，王真投降後杜弢部眾亦見潰散。同時陶侃又與應詹進攻長沙，杜弢不能抵禦，只好逃走，死於道上。

## 延伸阅读
[在维基数据编辑]
 《晉書·卷100》，出自房玄齡《晉書》